# Charles Sprague Pearce
Charles Sprague Pearce (Boston, 13 ottobre 1851 – Auvers-sur-Oise, 18 maggio 1914) è stato un pittore statunitense.

## Biografia
Si formò a Parigi, dove arrivò nel 1873 e divenne allievo di Léon Bonnat. Dopo il 1885 divideva il suo tempo fra Parigi e Auvers-sur-Oise. Ottenne riconoscimenti ai Salon di Parigi: una menzione onorevole nel 1881 e una medaglia nel 1883.
Dipinse fiabesche, a volte simboliche scene orientali, ambientate in Egitto o in Algeria, ameni paesaggi francesi e anche ritratti. Eseguì decorazioni ad affresco, per l'edificio intitolato a Thomas Jefferson, della Biblioteca del Congresso, a Washington. Nel suo soggiorno a Capri dipinse prevalentemente vedute, a gouache o ad acquarello e fece un ritratto alla modella Rosina Ferrara, nativa di Anacapri, che sposò poi il pittore statunitense George Randolph Barse. Altri suoi dipinti: L'ora del tè e Ragazza che legge sulla spiaggia. Sue opere si conservano al Metropolitan Museum of Art di New York.

## Galleria d'immagini

Dipinti di Charles Sprague Pearce
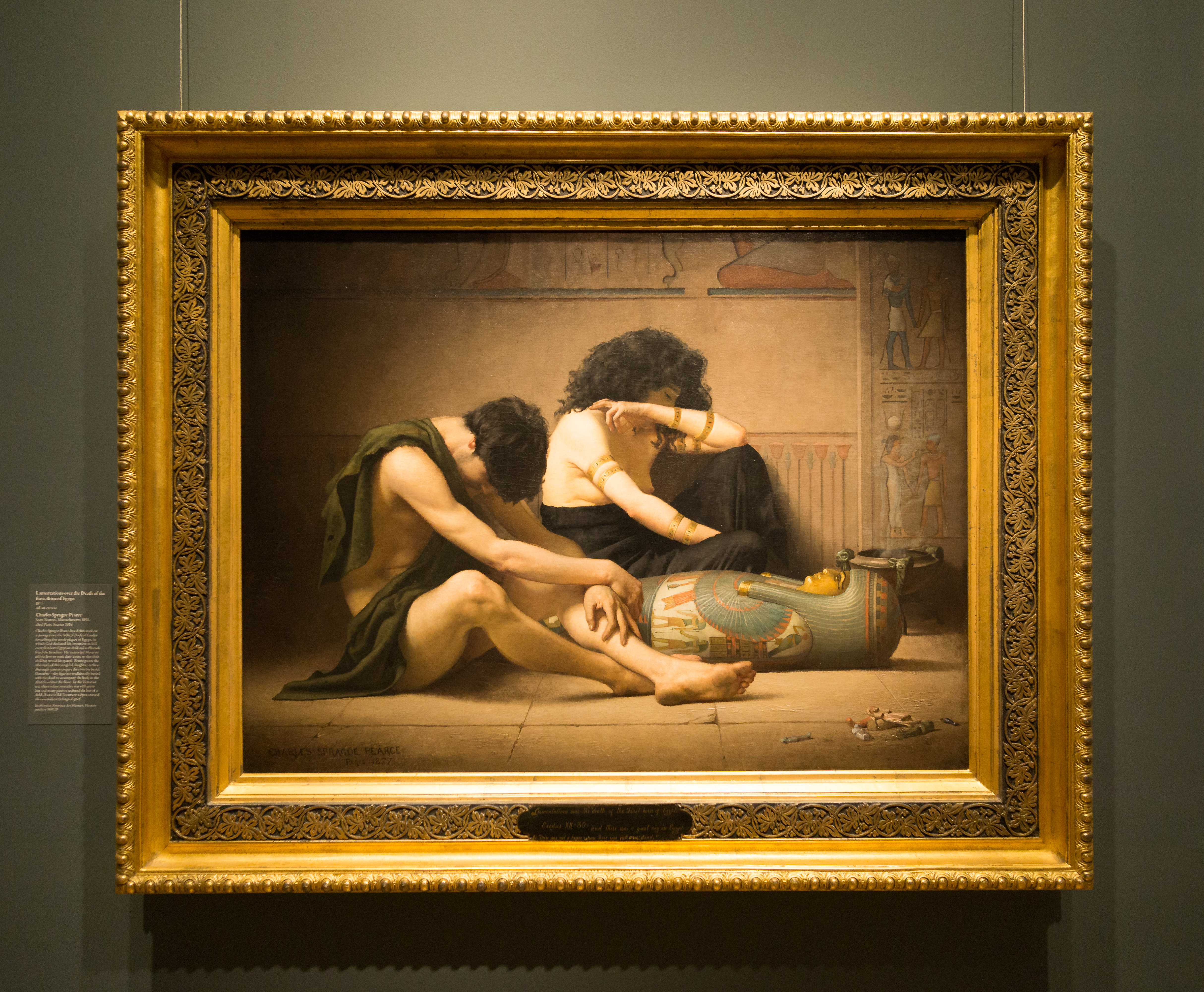
Lamentazione sulla morte del primogenito, 1877, Smithsonian American Art Museum (Washington)
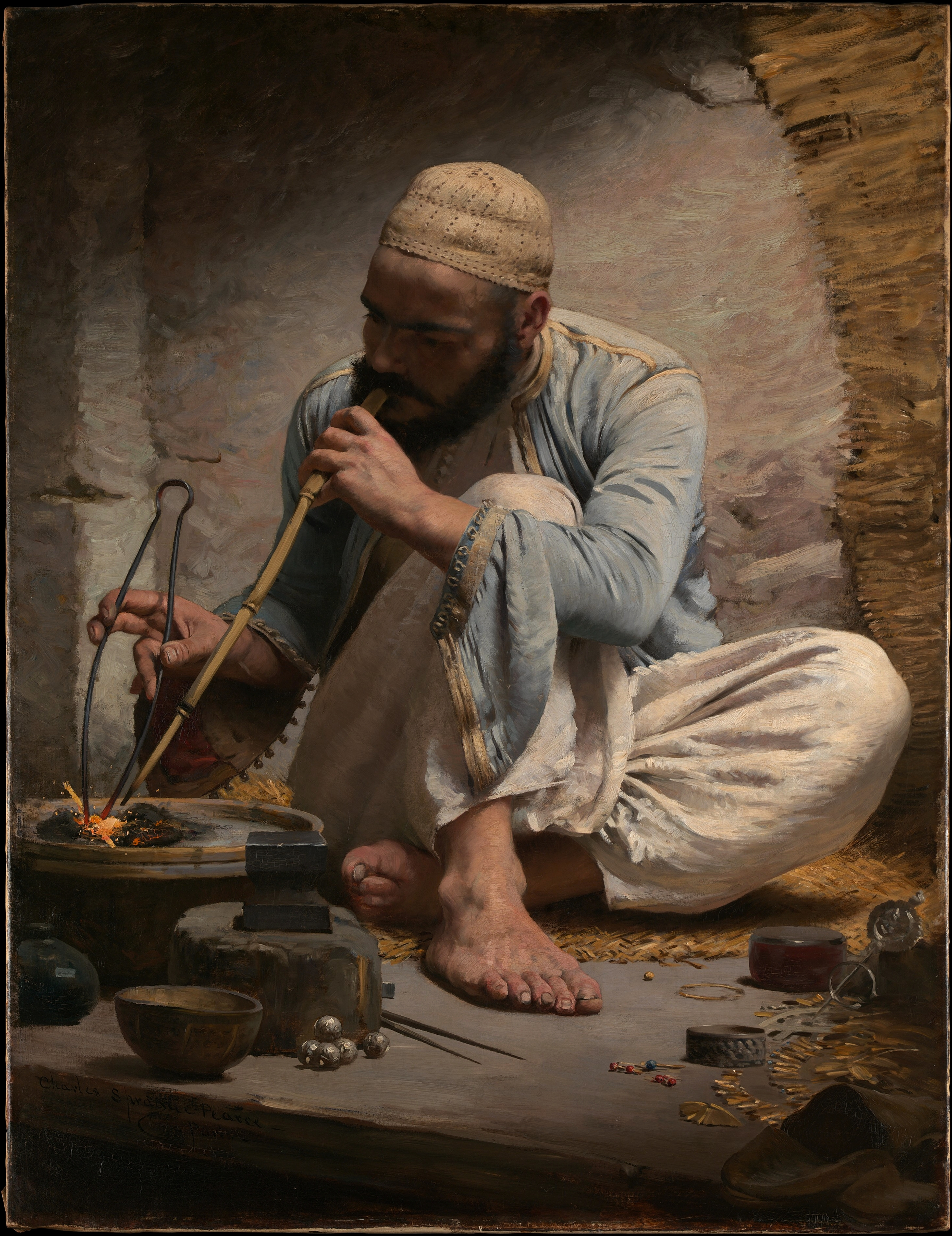
Gioielliere arabo, 1882, Metropolitan Museum of Art (New York)
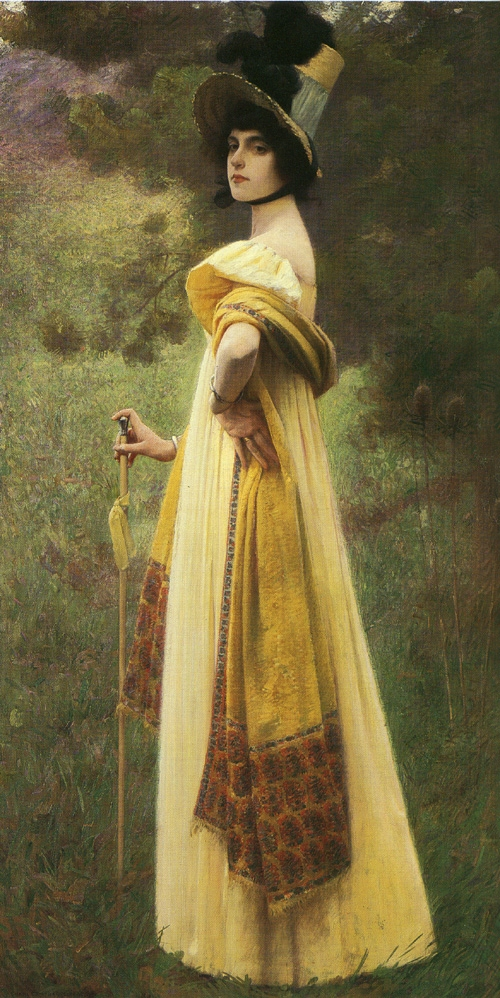
Lo scialle, 1900, Chazen Museum of Art (Madison, Wisconsin)
Rosina Ferrara, Capri, 1880
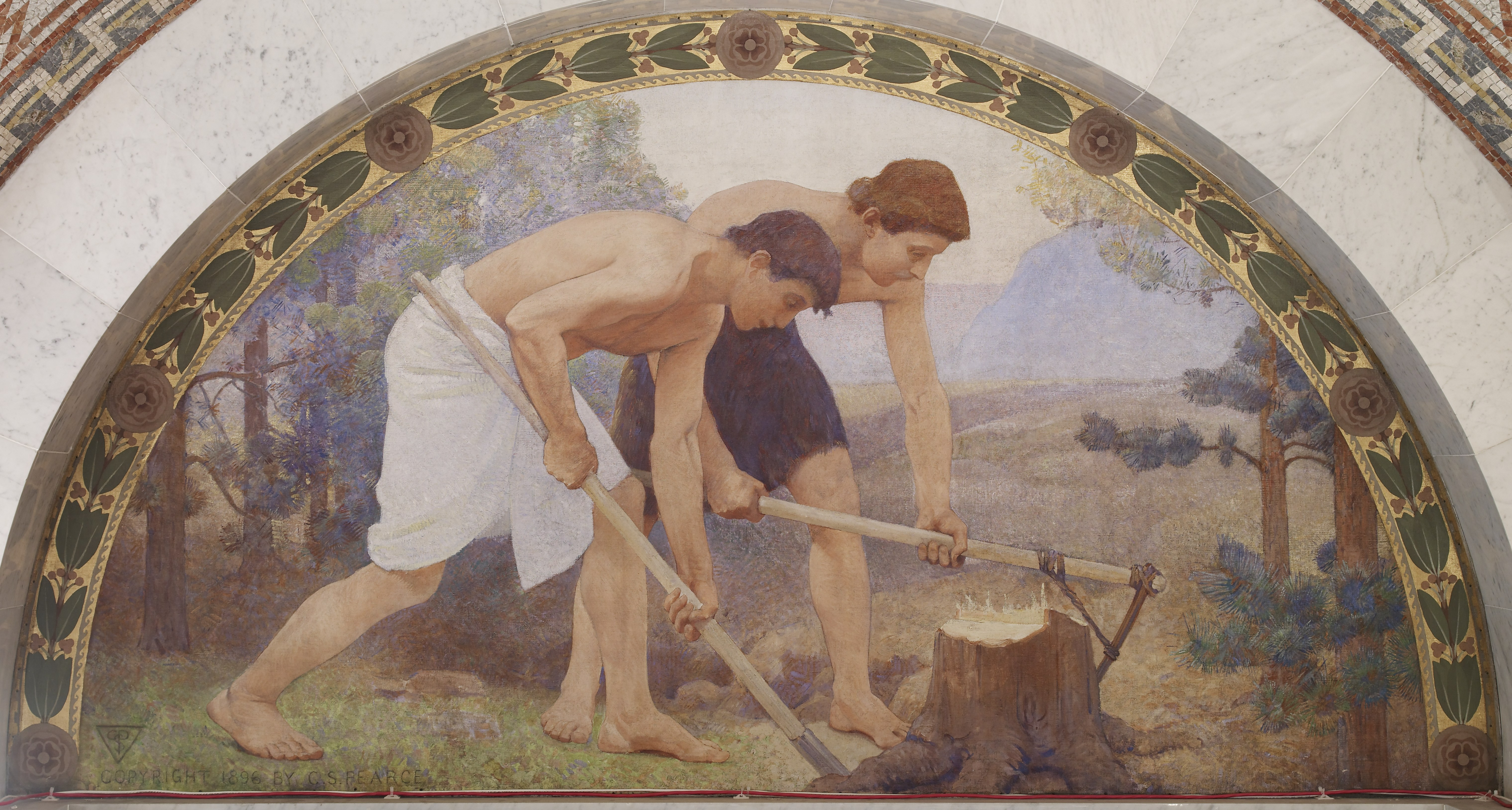
Labor, 1896
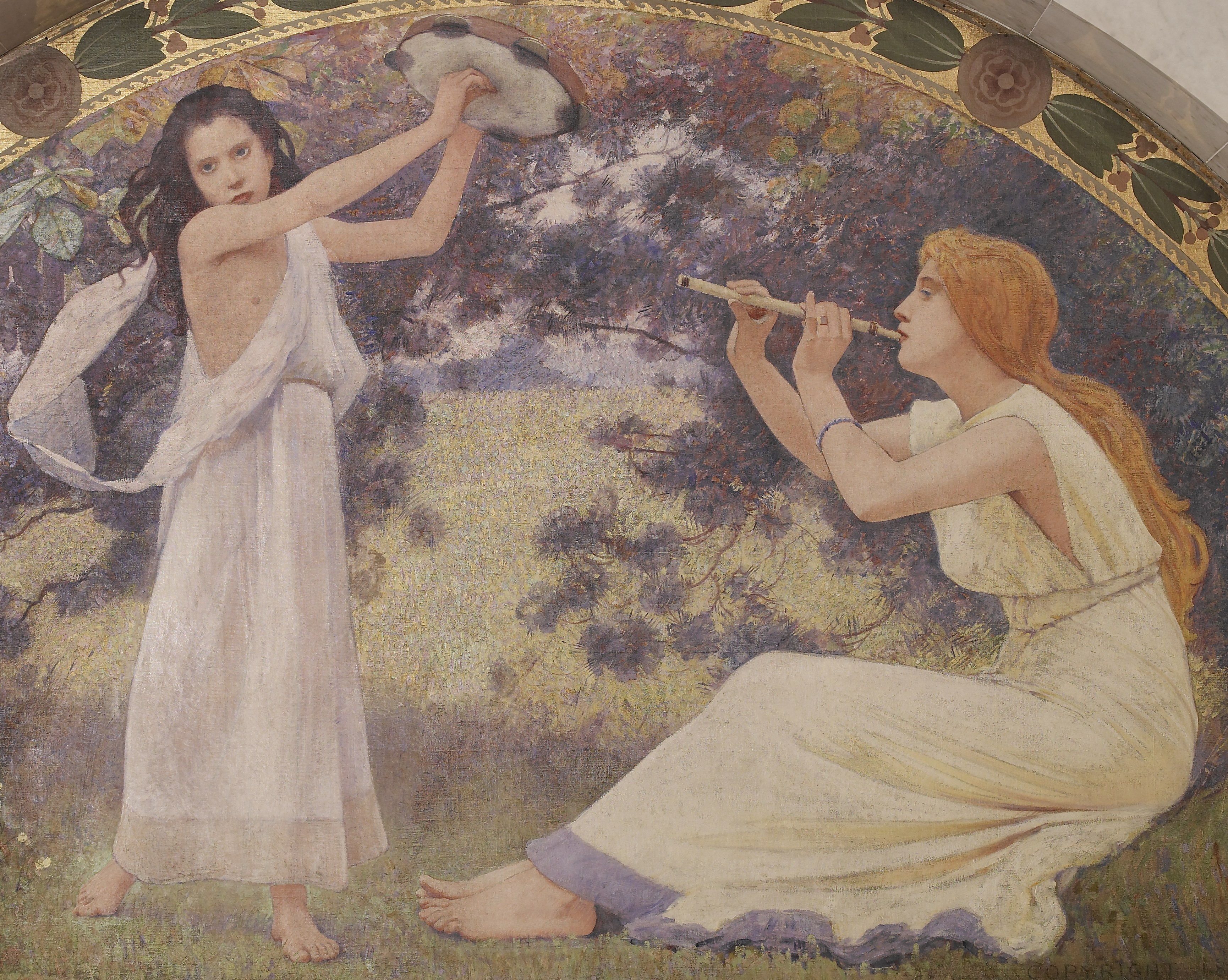
Récréation, 1896